# Saint-Léger-Bridereix
Saint-Léger-Bridereix település Franciaországban, Creuse megyében. Lakosainak száma 165 fő (2022. január 1.). Saint-Léger-Bridereix Colondannes, Naillat, Noth, Sagnat, Saint-Agnant-de-Versillat és Saint-Germain-Beaupré községekkel határos.

## Népesség
A település népessége az elmúlt években az alábbi módon változott:
| Lakosok száma | 262  | 210  | 184  | 190  | 211  | 204  | 198  | 195  | 185  | 165  |
|               | 1968 | 1982 | 1990 | 2006 | 2013 | 2015 | 2017 | 2019 | 2020 | 2022 |